# Movileni (Galați)
Movileni è un comune della Romania di 3 318 abitanti, ubicato nel distretto di Galați, nella regione storica della Moldavia.